# Odbojka na OI 1980.
Odbojka na Olimpijskim igrama u Moskvi 1980. godine uključivala je natjecanje 10 muških i 8 ženskih momčadi.

## Osvajači medalja
|       | Zlato | Srebro | Bronca |
| Muški | SSSR Juri Pančenko Vjačeslav Zajcev Aleksandr Savin Vladimir Dorokov Aleksandr Ermilov Pavel Selivanov Oleg Moliboga Vladimir Kondra Vladimir Černišev Fjodor Lasčenov Valerij Krivov Viliar Loorv         | Bugarska Stojan Gunčev Kristo Stojanov Dimitr Zlatanov Dimitr Dimitrov Cano Canov Stefan Dimitrov Petko Petkov Mitko Todorov Kaspar Simeonov Emil Valčev Kristo Iliev Jordan Angelov                       | Rumunjska Corneliu Oros Laurentiu Dumanoiu Dan Gîrleanu Nicu Stoian Sorin Macavei Constantin Sterea Neculae Vasile Pop Günther Enescu Valter Corneliu Chifu Marius Cata-Chitiga Florin Mina Viorel Manole   |
| Žene  | SSSR Nadežda Rađevič Natalija Razumova Olga Solovova Elena Akaminova Larisa Pavlova Elena Andreijuk Irina Makagonova Ljubov Kozireva Svetlana Nikišina Ljudmila Černiševa Svetlana Badulina Lidia Loginova | Istočna Njemačka Ute Kostrzewa Andrea Heim Annette Schultz Christine Mummhardt Heike Lehmann Barbara Czekalla Karla Roffeis Martina Schmidt Anke Westendorf Karin Püschel Brigitte Fetzer Katharina Bullin | Bugarska Tanja Dimitrova Valentina Ilieva Galina Stančeva Silva Petrunova Anka Kristolova Verka Borisova Margarita Gerasimova Rumiana Kaičeva Maja Georgieva Tanja Gogova Cvetana Božurina Rosica Dimitrova |